# Orange County, Kalifornien

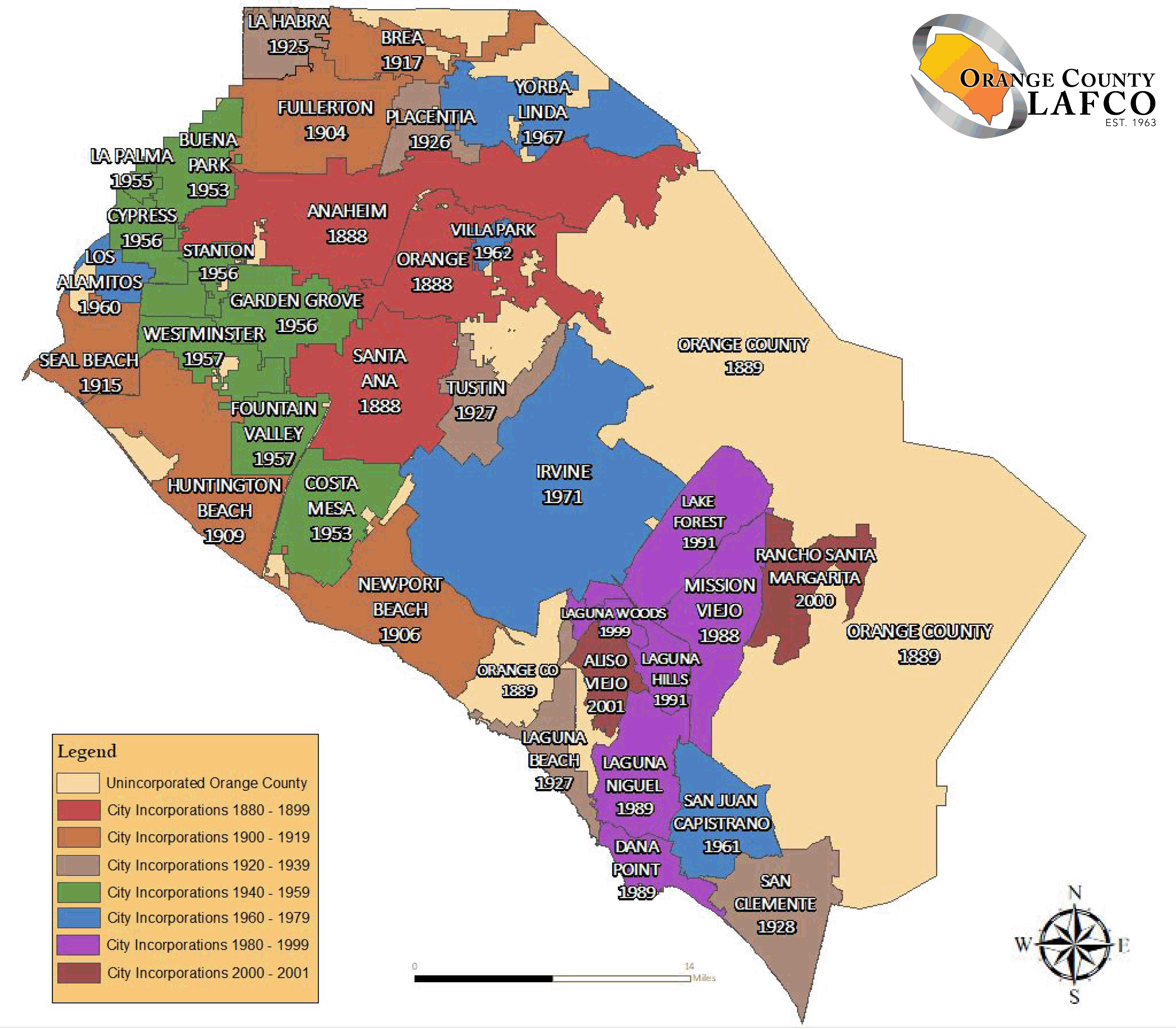
Städer i Orange County. De östra, inre delarna av countyt är till stor del "unincoporated area"

Orange County är ett county i delstaten Kalifornien i USA. Countyt utgör en del av storstadsregionen runt Los Angeles, och ligger precis söder om Los Angeles County. Administrativ huvudstad är Santa Ana, och Orange County är Kaliforniens näst mest folkrika (och USA:s femte mest folkrika) county med en total befolkning (år 2000) på 2 846 289 invånare.

## Geografi
Enligt U.S. Census Bureau, har countyt en total areal av 2456 km² vilket gör det till det minsta countyt i södra Kalifornien. Av den totala arealen är 411 km² vatten och 2045 km² land.
Den norra delen av countyt ligger på Los Angeles-slätten, medan den södra delen ligger på sluttningarna till Santa Ana Mountains som når 1 733 m ö.h. Santa Ana River är countyts viktigaste vattendrag.
Orange County gränsar i väster mot Stilla Havet, i norr mot Los Angeles County, i nordöst mot San Bernardino County, i öster mot Riverside County och i söder mot San Diego County.

## Näringsliv och kultur
Orange County är ekonomiskt välmående och politiskt konservativt. Området och dess livsstil har skildrats i dramaserien OC, även om flertalet som bor där inte tycker att TV-serien ger en rättvis bild.
Världens första Disneyland ligger i Anaheim, och utmed Orange Countys stillahavskust ligger populära bad- och semestermagneter som Huntington Beach, Newport Beach och Laguna Beach.
Orange Countys flygplats heter John Wayne Airport, uppkallad efter filmhjälten som under senare delen av sitt liv bodde i Newport Beach. Orange County ingår i pendeltågssystemet Metrolink.

## Befolkning
År 2005 beräknade U.S. Census Bureau den "vita icke-Latino"-befolkningen till cirka 48 %. År 2005 var "Latino"-befolkningen 32,5 %. Asiater var 15,9%.  Afroamerikaner utgjorde 1,9 %.
Av Orange Countys befolkning beräknades år 2004 9% leva under fattigdomsgränsen, jämfört med 13,1 % för hela USA och 13,3 % för Kalifornien.

### Städer
Till skillnad från många andra tätbefolkade countyn i USA är befolkningen i Orange County spridd över ett antal större städer snarare än att vara koncentrerad till en större stad. Countyts största stad är Santa Ana, med en befolkning på drygt 350 000 invånare, men countyt hade år 2008 också ett tjugotal andra städer med minst 50 000 invånare.
Orange County har åtta städer med fler än 100 000 invånare (år 2008):
- Anaheim
- Costa Mesa
- Fullerton
- Garden Grove
- Huntington Beach
- Irvine
- Orange
- Santa Ana

Andra större städer med en befolkning på minst 50 000 (år 2008):
- Buena Park
- Fountain Valley
- La Habra
- Laguna Niguel
- Lake Forest
- Mission Viejo
- Newport Beach
- Placentia
- San Clemente
- Tustin
- Westminster
- Yorba Linda

## Kända invånare
Richard Nixon (president 1969–1974) kom från Orange County (orten Yorba Linda, där han även ligger begravd). Hans officiella residens i kuststaden San Clemente kallades under hans regeringsperiod för "The Western White House".
John Wimber, en av grundarna av Vineyardrörelsen som växte fram i Orange County och nu är ett världsomspännande kyrkosamfund.
Även metalcore-bandet "Of Mice & Men" kommer härifrån.